# 쓰네토요 신호장
쓰네토요 신호장(일본어: 常豊信号場)은 일본 홋카이도 도카치 군 우라호로정에 있는 홋카이도 여객철도 네무로 본선의 신호장이다.

## 구조
2선을 가진 단선 엇갈림 형태의 신호장이다. 상하로 본선이 나뉘고 있어, 교행으로 되어 있다.

## 역사
- 1966년 9월 30일 : 신설.
- 1971년 8월 1일 : 무인화.
- 1987년 4월 1일 : 민영화에 의해, 홋카이도 여객철도로 이관.

## 인접 정차역
| 홋카이도 여객철도 네무로 본선 | 홋카이도 여객철도 네무로 본선 | 홋카이도 여객철도 네무로 본선 |
| ----------------------------- | ----------------------------- | ----------------------------- |
| 우라호로 다키카와 방면        | 네무로 본선                   | 가미아쓰나이 구시로 방면      |